# Takenaka Hideo
Takenaka Hideo (武中英雄 Hideo Takenaka?,  también conocido como ARKADIA) es un ilustrador japonés de manga y dōjinshi, quién nace el 27 de noviembre de 1989 en Tokio, Japón. Entre sus obras, la más destacada es la serie de manga, Kyōkai Senjō no Horizon, basada en la serie de novelas ligeras de Kawakami Minoru (川上 稔?) y titulada bajo el mismo nombre. Su tipo de sangre es O positivo (O+). Actualmente trabaja en una tienda de cómics.

## Obras
| Título                             | Autor           | Año  | Género(s)                                                           |
| ---------------------------------- | --------------- | ---- | ------------------------------------------------------------------- |
| Kuhime                             | Takenaka Hideo  | 2010 | Shonen                                                              |
| Kyōkai Senjō no Horizon            | Kawakami Minoru | 2011 | Acción, aventura, ecchi, fantasía, romance, ciencia ficción, shonen |
| Nurarihyon no Mago dj - Setsugekka | Takenaka Hideo  | 2010 | Doujinshi, hentai                                                   |